# Круглое (озеро, Сакский район)
Круглое или № 5 (укр. Кругле, крымскотат. Tögerek gölü, Тёгерек голю) — солёное озеро, расположенное на западе Сакского района. Площадь — 0,05 км². Тип общей минерализации — солёное. Происхождение — лиманное. Группа гидрологического режима — бессточное.

## География
Входит в Евпаторийскую группу озёр. Длина — 245 м. Ширина наибольшая — 175 м. Ближайший населённый пункт — село Молочное, расположенное севернее озера.
Озеро Круглое отделено от Чёрного моря перешейком по которому проходит дорога без твёрдого покрытия. Озёрная котловина водоёма неправильной округлой удлинённой формы, вытянутая с севера на юг. В некоторые годы озеро пересыхает. Берега пологие. Реки не впадают. Восточнее озера в непосредственной близости расположено озеро Тереклы, с которым во время поднятия уровня воды соединено протокой.
На дне залегает толща донных отложений: илистые чёрные в верхнем слое, затем серые и стально-серые, иногда с голубоватым оттенком. Высшая водная растительность развивается успешно лишь в опреснённых верховьях озёр и у выходов маломинирализованных подземных вод. Озеро зарастает водной растительностью преимущественно на опреснённых участках — в лагунах у пересыпей, в устьях впадающих балок, в зоне выходов подземных вод. Тут интенсивно развиваются различные водоросли, вплоть до цветения воды. В некоторые годы водоросли придают летом озёрной рапе красноватый или зеленоватый оттенок.
Среднегодовое количество осадков — около 400 мм. Питание: смешанное — поверхностные и подземные воды Причерноморского артезианского бассейна, морские фильтрационные воды.

## Хозяйственное значения
Грязи (иловые сульфидные приморского типа) озера отнесены к категории лечебных и по этому озеро является местом рекреации. Является одним из 14 грязевых месторождений Крыма, имеющих утверждённые Советом Министров УССР зоны санитарной охраны.